# Giuseppe Saracco
Giuseppe Saracco (ur. 6 października 1821 r. w Bistagno, zm. 19 stycznia 1907 r. tamże) – włoski polityk, finansista i prawnik, szef rządu Królestwa Włoch w latach 1900-1901.
Urodził się w 1821 r. w miejscowości Bistagno w Królestwie Piemontu. Po rozpoczęciu pracy jako adwokat, zaczął interesować się polityką. W 1849 r. stał się po raz pierwszy członkiem piemonckiego parlamentu. Popierał premiera Cavoura. Po śmierci tegoż, Saracco po raz pierwszy stał się członkiem rządu, obejmując tekę Ministra Robót Publicznych w rządzie Urbano Rattazzi'ego w 1862 roku. W 1864 roku został sekretarzem generalnym ds. finansów, a w 1865 roku został mianowany Senatorem. Następnie ponownie sprawował funkcję Ministra Robót Publicznych w rządach Agostino Depretisa (1887) i Francesco Crispi'ego (1893). W owym czasie podjął usilną walkę z korupcją w organach ścigania i rozszerzył program robót publicznych.
W 1900 roku, w związku z kryzysem władzy wywołanym śmiercią króla Humberta I podjął się tworzenia nowego rządu, w którym jednocześnie sprawował funkcję Ministra Spraw Wewnętrznych. W lutym 1901 roku, w związku ze strajkiem dokerów w Genui, zmuszony został do dymisji.